# Morgane Rothon
Morgane Rothon est une nageuse française née le 26 mai 1994 à Dijon.
Elle remporte le titre de championne de France sur 1 500 mètres nage libre en 2014, ainsi qu'en petit bassin en 2012 et en 2013.